# Hoven (Adelsgeschlecht)

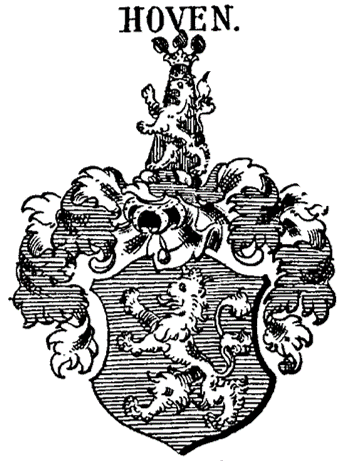
Wappen derer von Hoven in Siebmachers Wappenbuch

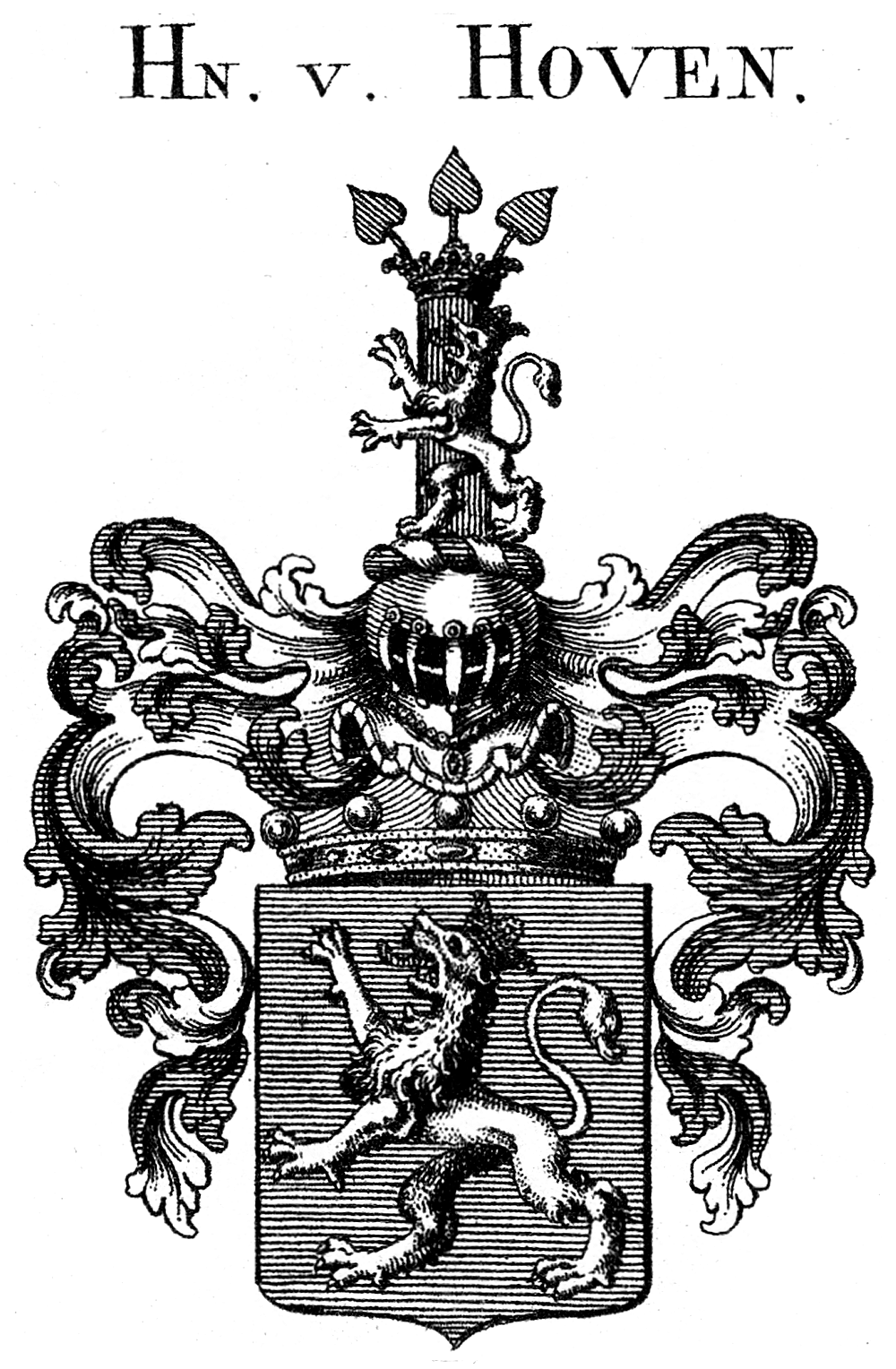
Wappen derer von Hoven in Tyroffs Wappenbuch

Das Adelsgeschlecht von Hoven ist insbesondere in Bönnigheim in der frühen Neuzeit nachweisbar. Es handelt sich vielleicht um Nachkommen eines nach dem 14. Jahrhundert verarmten und in Stadtgeschlechtern aufgegangenen Zweigs der Herren von Gemmingen. Bedeutung erlangten nur vereinzelte Angehörige der Familie im 18. und 19. Jahrhundert als württembergische Militärpersonen oder im Gesundheitswesen der Stadt Nürnberg.
Die Familie ist zu unterscheiden von den namensgleichen, aber nichtverwandten westfälischen Hoven und den rheinländischen Hoven genannt Pampus. 

## Geschichte
Die Ursprünge des Geschlechts liegen im Dunkel. Der Nürnberger Arzt Friedrich Wilhelm von Hoven (1759–1838) sah sich in seiner posthum erschienenen Autobiografie noch als Abkömmling einer verarmten protestantischen Adelsfamilie aus den Niederlanden, die zur Zeit Philipps II. (1527–1598) nach Württemberg gekommen sei. Allerdings ist die Familie von Hoven bereits seit dem 1511 urkundlich erwähnten Wendel von Hoven in Bönnigheim nachweisbar. Während Bönnigheim erst 1785 württembergisch wurde, war der Nachbarort und heutige Stadtteil Hofen hingegen schon ab 1584 württembergisch, wird jedoch nicht für die Herkunft der Familie in Betracht gezogen. Bönnigheim war vor 1785 in Ganerbenbesitz der Familien Neipperg, Sachsenheim, Gemmingen und Liebenstein. Ein früher Zweig der Familie von Gemmingen nannte sich nach seinem Besitz in Hoffenheim im 13. und 14. Jahrhundert von Hoven. Der Stuttgarter Stadtoberamtmann Paul Nägele, dessen Urgroßmutter aus der Familie von Hoven stammte, sah die Familie als Nachkommen des Gemminger Familienzweigs und erarbeitete vor dem Zweiten Weltkrieg eine Stammliste. Während Nägeles gesammelte Unterlagen im Krieg verbrannten, hat sich eine Abschrift des Stammbaums erhalten, die späteren Forschern als Quelle diente.
Ausgehend von dem 1511 in Bönnigheim nachweisbaren Wendel von Hoven († 1570) ist die Familie über zahlreiche Generationen in Bönnigheim nachweisbar und übte einige wenige städtische Ämter, meist jedoch einfache bürgerliche Berufe aus. Wendels Enkel Bastian von Hoven († 1576) war Torwart am unteren Tor in Bönnigheim. Sein Sohn Kaspar von Hoven (1570–1636) war Gürtler. Dessen Vetter Christoph (Steffel) von Hoven (1564–1635) war Bürgermeister in Bönnigheim. Ein anderer Kaspar von Hoven (1610–1680) war Mesner und Mägdeleinschulmeister. Weitere Angehörige der Familie waren Weingärtner, Rotgerber, Chirurg, Glaser, Metzger, Bauer, Bäcker, Seiler, Amtsdiener und Kupferschmied in Bönnigheim. Sie waren häufig Ratsverwandte. Ab dem 18. Jahrhundert waren Nachkommen der Familie auch in anderen Orten ansässig. Ein Johann Nikolaus von Hoven (1700–1772) war Bürger und Metzger in Heilbronn, ein Johann Jakob von Hoven (1739–1800) Bauer und Weingärtner in Cleebronn, ein Johann Gottfried von Hoven (1744–1794) war Weingärtner und Totengräber in Frauenzimmern. Weitere Angehörige lebten in Erligheim, wo dieselben Ganerbenverhältnisse wie in Bönnigheim herrschten.
Im späten 18. Jahrhundert strebten einige Nachkommen der Familie militärische Laufbahnen an. Christof Daniel von Hoven (1732–1823), Metzgersohn aus Bönnigheim, war Regimentsoberst in Stuttgart, sein Bruder Samuel Friedrich von Hoven (* 1738) war Leutnant. Christof Daniel von Hoven erhielt 1771 von Herzog Karl Eugen von Württemberg die Genehmigung, sich seines Beiworts von als Adelsprädikat zu bedienen. Seine beiden Söhne Friedrich Wilhelm (1759–1838) und Christoph August (1761–1780), beide Schüler der Hohen Karlsschule, galten anfangs nicht als adelig, wurden auf eine Beschwerde des Vaters beim Herzog von diesem jedoch auch berechtigt, sich des Adels zu „praevelieren“. Friedrich Wilhelm war Jugendfreund und Studienkollege Friedrich Schillers. Er heiratete eine Apothekertochter aus Ludwigsburg, wo er auch als Arzt praktizierte, wandte sich bald jedoch nach Franken, wo er sich insbesondere um das Gesundheitswesen in Nürnberg verdient machte. Er war sicher der bedeutendste Vertreter der Familie in jüngerer Zeit. Er wurde 1813 in die bayrische Adelsmatrikel immatrikuliert. Allerdings änderten in jener Zeit um 1800 die meisten Zweige der Familie, die sich selbst im Übrigen nicht dem Adel angehörig fühlte, die Schreibweise ihres Namens in von Hofen, einige auch in Vonhofen. Die Familie hat keine bedeutenden Angehörigen mehr hervorgebracht. Ein Wilhelm von Hofen (1851–1910) war Bildhauer in Heilbronn, weitere Nachkommen der Familie im 19. und 20. Jahrhundert waren Kaufleute, Schlosser, Maurer, Gipser, Maschinenführer, Straßenbahnfahrer, Tagelöhner oder Vertreter.

## Wappen
Blasonierung: In Blau ein gekrönter silberner Löwe. Auf dem blau-silbern bewulsteten Helm mit blau-silbernen Helmdecken derselbe Löwe vor gekrönter roter, oben mit drei grünen Blättern besteckter Spitzsäule.